# Патрасское сражение (1822)
Патрасское морское сражение (греч. Ναυμαχία της Πάτρας) — морское сражение между флотом восставшей Греции и флотом Османской империи и её североафриканских вассалов, произошедшее 8 (20) февраля 1822 года. Выделяется на фоне других морских боёв и сражений восьмилетней Освободительной войны Греции, в ходе которой греческий флот, состоящий из вооружённых коммерческих судов, использовал главным образом брандеры. В Патрасском сражении, греческий флот впервые использовал в качестве своего основного оружия артиллерию в линейном бою и вынудил османский флот искать убежище на подконтрольном Великобритании острове Закинф. Историк А. Вакало́пулос считает Патрасское сражение «первым настоящим морским сражением» в ходе Освободительной войны:418.

## Накануне революции
В 1803 году, почти за 20 лет до начала Освободительной войны Греции против Османской империи, Адамантиос Кораис, в своей «пророческой речи» о роли флота в будущей, когда бы она ни состоялась, Освободительной войне, повторил слова услышанные им от капитанов острова Идра, в свою очередь приписываемые Фемистоклу:A-137:

«Будет у нас земля и Отечество пока мы имеем 200 вооружённых судов.»

## Греческий и османский флоты периода Освободительной войны Греции
С началом Освободительной войны в 1821 году, восставшая Греция могла выставить против османского флота только вооружённые коммерческие суда.

Флаг Идры в годы Греческой революции

Флаг острова Спеце в годы Греческой революции

Флаг острова Псара в годы Греческой революции

Согласно послевоенным документам удовлетворявшим финансовые иски судовладельцев трёх островов, являвшихся костяком греческого флота, в период Освободительной войны, остров Идра выставил 59 вооружённых коммерческих судов, остров Спеце 47, остров Псара 40:Β-100.
Им противостоял османский флот, который насчитывал 4 трёхпалубных линейных корабля с 84 орудиями каждый, 13 двухпалубных кораблей с 74 орудиями каждый, 7 фрегатов, 5 корветов, большое число бригов и других парусных кораблей:Β-99:148.
Кроме османского (султанского) флота в войне против восставших греков приняли участие флоты вассальных султану Туниса, Триполи и Алжира, впоследствии и флот Египта, с его новыми европейской постройки кораблями, включая первые пароходы появившиеся в Восточном Средиземноморье:Β-100.
Согласно адмиралу К. Александрису, к середине войны османские и вассальные силы насчитывали 150 больших и малых боевых кораблей с 2000 орудиями, в то время как флот греческих вооружённых коммерческих судов насчитывал около 80 единиц с 800 малыми орудиями. Огневое превосходство османского флота было очевидно и по следующим причинам: Радиус стрельбы орудий османских линейных кораблей достигал 3500 м (результативный 2500-3000 м), вес их ядер колебался между 33-44 фунтами. В то же время радиус стрельбы орудий греческих судов не превышал 1800 м (результативный 900—1100 м), вес их ядер колебался между 12-18 фунтами:Β-100.

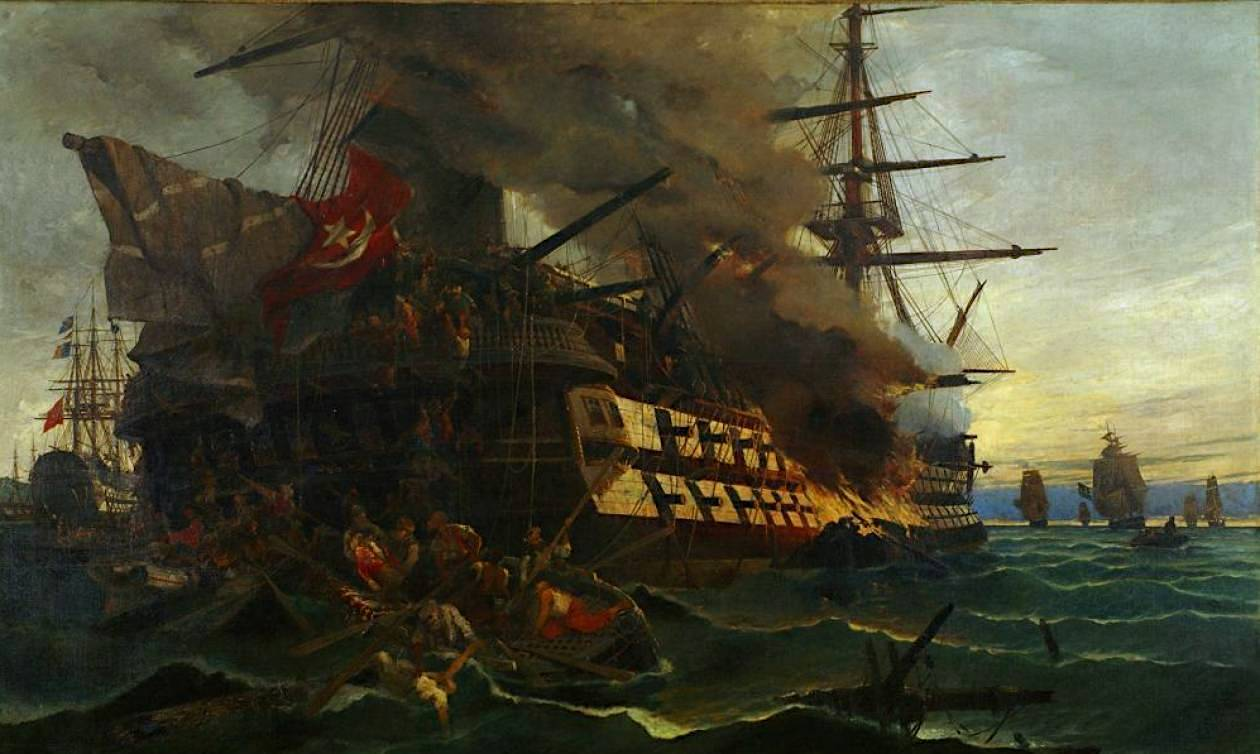
Сожжение османского фрегата в Эрессос, кисть Воланакис, Константиноса

В этих условиях, и начиная с 27 мая 1821 года, когда брандер под командованием молодого Димитриоса Папаниколиса сжёг в бухте Эрессос на острове Лесбос турецкий фрегат, брандеры стали основным оружием греческого флота в боях с намного более сильным противником. Пантеон греческого флота пополнили несколько десятков капитанов брандеров. Хотя греки не были пионерами в использовании брандеров в парусном флоте, только в годы Освободительной войны Греции 1821—1829 годов брандеры были использованы в таких больших масштабах, в любое время суток и против судов у причала, на якоре и на ходу:B-106.

## Зимняя кампания 1822 года
Основная эскадра османского флота вышла в Эгейское море на подавление греческого восстания в августе 1821 года и соединилась у Родоса с 14 египетскими кораблями, которыми командовал Измаил Гибралтар:Δ-334. Попытка турецко-египетской эскадры высадить 27 августа десант на юге Пелопоннеса была отражена, после чего эскадра доставила продовольствие осаждённым турецким гарнизонам крепостей Метони и Корони:Δ-334. 7 сентября турецко-египетская эскадра доставила подкрепления в осаждённую повстанцами крепость Патры:Δ-334.
23 сентября египетско-алжирская эскадра Измаил Гибралтара разрушила прибрежный город Галаксиди в Средней Греции и захватила его парусники. Разрушение Галаксиди на раннем этапе войны стало серьёзным ударом для восставших и не оправдало их надежд на роль флота галаксиотов в ходе войны. 12 ноября 1821 года, султан наградил командующих османских флотов за разрушение Галаксиди. К концу 1821 года большинство кораблей османского флота перешли на зимовку и ремонт в Константинополь.
Однако взятие греческими повстанцами в октябре города-крепости Триполица в центре Пелопоннеса, диктовало османским властям необходимость обеспечить подкреплениями и припасами прибрежные крепости, с тем чтобы они выстояли до начала новой кампании летом 1822 года:98:148.
При этом, современный британский историк Дуглас Дакин, в своей работе «Объединение Греции, 1770—1923», пишет, что без помощи сухопутных сил «у османского флота не было ни сил, ни необходимых способностей» для спасения цепи изолированных прибрежных крепостей:82.
Современный греческий историк Стефанос Папагеоргиу, отмечает, что кроме прочего, греческое восстание создало османскому флоту большую проблему с комплектацией экипажей: османский флот не мог более рассчитывать на опытных греческих моряков, составлявших до того значительную часть его личного состава:149.
В особенности если учитывать замечание историка Димитриса Фотиадиса, что турки были неплохими артиллеристами, но никудышными моряками, в силу чего, для работы с парусами и для навигации в целом, османский флот использовал в основном греков, а также более раннее утверждение французского адмирала и историка флота Жюрьен де ла Гравьера, что «без греков не было бы османского флота»:А-135.
Османская эскадра выступила из Константинополя 27 января. Д. Фотиадис подчёркивает, что сам по себе зимний поход был необычен для османского флота, что объясняется озабоченностью осман судьбой прибрежных крепостей Пелопоннеса.
Большие линейные корабли были оставлены в Константинополе, где остался и командующий флотом капудан-паша Кара-али (Насух-заде Али-паша). Эскадра вышедшая в зимний поход насчитывала 7 фрегатов, 6 корветов, 19 бригов и 24 транспорта, с грузом провизии и боеприпасов. На борт транспортов были взяты также 4 тыс. солдат «какламанов», как презрительно именовали греки и албанцы турок из Азии, дифференцируя их от балканских турок или отуреченных земляков. Солдатами командовал Кара-Мехмет паша:99 Командование эскадрой было поручено Пепе-Али, которого в силу ослабленного состава флота именовали капудан-беем.
В ходе этого зимнего похода, к эскадре присоединились алжирские, тунисские и египетские корабли. Последние под командованием Измаил Гибралтара:99
Огибая Пелопоннес с юга, 30 января османская эскадра попыталась неожиданной атакой взять крепость Ньокастро (Наварин). А. Вакалопулос пишет, что эта атака вызвала панику населения Наварина и региона:419. Однако атака турецкого десанта была отражена греческими повстанцами. Значительную роль в отражении турецкой атаки сыграли около 40 иностранных офицеров филэллинов, возглавляемых вюртембергским генералом К. Ф. Норманом и только что прибывших на Пелопоннес из Марселя:98
Турецкая эскадра была вынуждена продолжить курс к северу в штормовых условиях и 2 февраля встала на якоря у «нейтрального», находившимся под британским контролем острова Закинф. Турецкая эскадра оставалась на «нейтральном» рейде 11 дней. 13 февраля эскадра прибыла в Патры, крепость которой османы продолжали удерживать, и высадила здесь «какламанов» Махмуда-паши:99

## «Трёхостровной флот»
Корабли греческих островов не предприняли никаких попыток прервать курс турецкой эскадры в Эгейском море, которая 26 января прошла недалеко от острова Псара, а 27 января у острова Идра. Причина была предельно банальной — революционное правительство задолжало судовладельцам за все их предыдущие расходы.
Сразу после получения известия о выходе османского флота в Эгейское море, в своём письме от 25 января, судовладельцы просили у революционного «Центрального правления» участия хотя бы в выплате жалованья экипажей.
К счастью для греческого флота и восстания, 14 января повстанцы взяли крепость Коринфа вместе с казной гарнизона и сокровищами турецкого землевладельца Кямил-бея:Β-196. Из этих денег Центральное правление выслало судовладельцам 35 тысяч турецких грош и, чуть позже, ещё 213 тысяч долговыми бумагами.
Первой выступила эскадра острова Псара. Эта эскадра, которой командовал Николис Апостолис, насчитывала 15 вооружённых судов и 1 брандер, командиром которого был Константин Канарис.

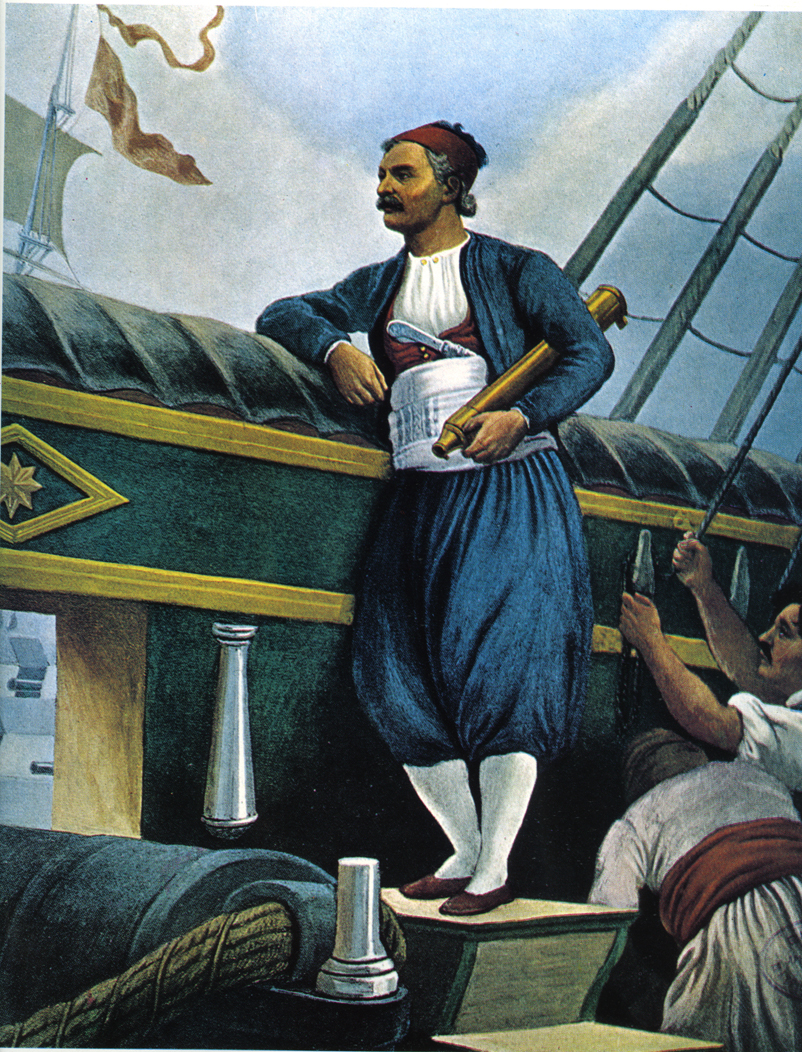
Петер фон Гесс. Андреас Миаулис на борту парусника Кос

Эскадра Идры (26 судов) выступила 10 февраля, под командованием триумвирата Андреаса Миаулиса, Лазароса Пиноциса и Янниса Вулгариса. Миаулис имел статус первого среди равных, но де-факто командование эскадрой Идры перешло к нему. В тот же день, под командованием Гикаса Цупаса, выступила эскадра острова Спеце (19 судов и брандер капитана Пориотиса).
Эскадры сошлись у островка Элафонисос у юго-восточной оконечности Пелопоннеса. Псаритоты разделили по эскадрам груз пороха, полученного ими из России от своего прославленного престарелого земляка Иоанниса Варвакиса. После чего и несмотря на надвигающийся шторм, «Трёхостровной флот» (Τρινήσιος στόλος), как часто в греческой историографии именуются объединённые эскадры трёх островов:149, спешно оставил Элафонисос и вышел на поиски османской эскадры:99

## Сражение на рейде Патр

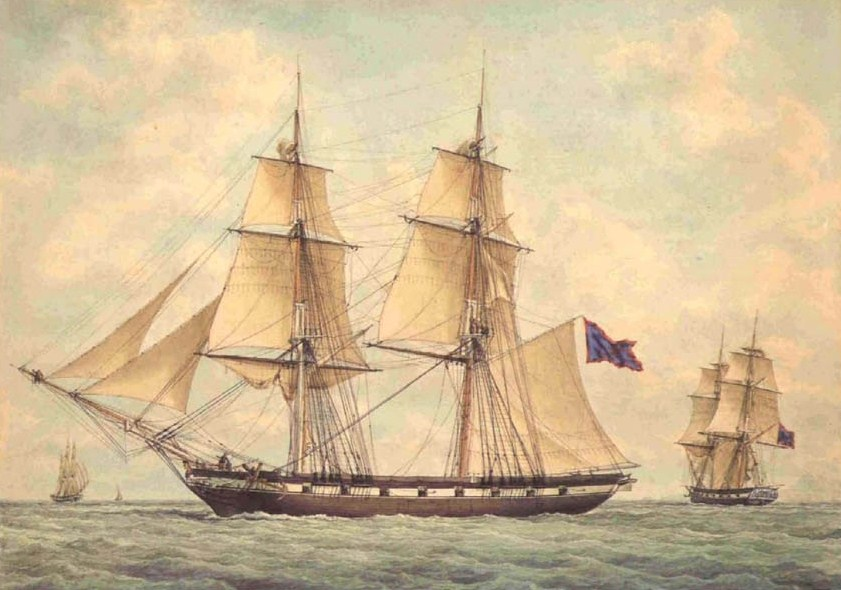
Бриг «Арес» принадлежавший судовладельцу Цамадосу.

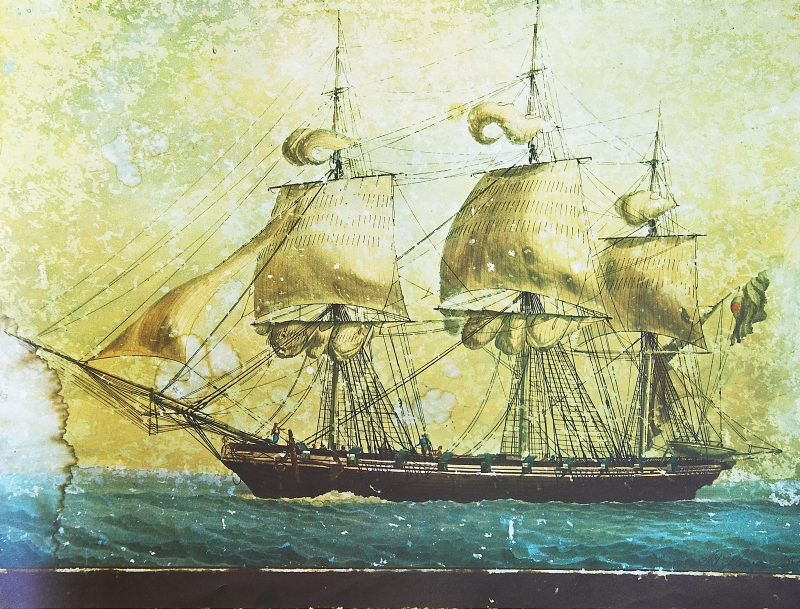
Судно «Навета» принадлежавшее Гикасу Ботасису с острова Спеце. В Патрасском сражении приняло участие под командованием капитана А. Лембесиса. Превращено в брандер в 1825 году.

Обогнув в штормовую погоду юг Пелопоннеса, эскадры трёх греческих островов вошли 15 февраля в пролив между Катаколон на северо-западе полуострова и островом Закинф. Миаулис созвал совещание «адмиралов» на борту своего «Ареса». В своей речи Миаулис высказал идею, что поскольку турецкая эскадра была ослаблена в числах, но главным образом отсутствием линейных кораблей, эскадры трёх островов получили возможность оставить тактику налётов на единичные корабли или группы кораблей, и атаковать османскую эскадру. Миалис был настойчив и убедил адмиралов. 2 фелюги были посланы в разведку в Гларендзу. Разведчики доложили что османская эскадра стояла в Патрах.
Греческие эскадры выступили на рассвете следующего дня, но на подходе к Патрам штормовой встречный ветер вынудил их встать на якоря напротив Патр, у Месолонгиона
18 февраля, попытка подойти к Патрам маневрируя под штормовым ветром была безуспешной.
На совещании 19 февраля адмиралы озвучили своё твёрдое решение атаковать османский флот в соответствии с линейной тактикой и невзирая на шторм. Ночью ветер несколько стих и за 3 часа до рассвета греческие суда подняли паруса.
Подход греческих эскадр при сильном шторме стал для турецкого флота полной неожиданностью. Османские фрегаты и корветы в беспорядке рубили концы и якорные канаты, пытаясь выйти из порта и покинуть рейд. «Арес» Миаулиса настиг уходящие османские корабли, вклинился между двумя турецкими фрегатами и разрядил свои ядра с двух бортов, снеся мачту одного из фрегатов.
В бой успели вступить корабли капитанов М. Томбазиса, Г. Сахтуриса, А. Криезиса, Г. Псевтиса, Г. Цупаса, И. Куциса, А. Сотириу, А. Лембесиса, Д. Леонидаса, Л. Кутрумбиса, Н. Апостолис, К. Кодзиаса, И. Макраса, А. Яннидзиса. «Агамемнон» капитана А. Цамадоса целый час сражался с 3 турецкими фрегатами. Примечательно, что корабль И. Куциса, получив повреждения, перешёл на противоположный берег пролива, где с помощью жителей Месолонгиона, заделал течи и успел вернуться на место сражения к его окончанию:421.
Однако по причине шторма, смены ветров и ухода османской эскадры, многие корабли греческих эскадр не сумели принять участие в сражении. Фотиадис, несколько поэтически для историка, пишет что немногие греческие суда принявшие участие в сражении, «походили на задиристых соколов, которые дрались с превосходящими их в числах орлами».
Бой длился 6 часов. Используя благоприятную для неё перемену ветра, турецкая эскадра сумела оторваться от передовой группы греческих судов и взять курс на юго-запад. Миаулис прекратил бой и дал приказ встать на якоря на рейде Месолонгиона:99

## После сражения

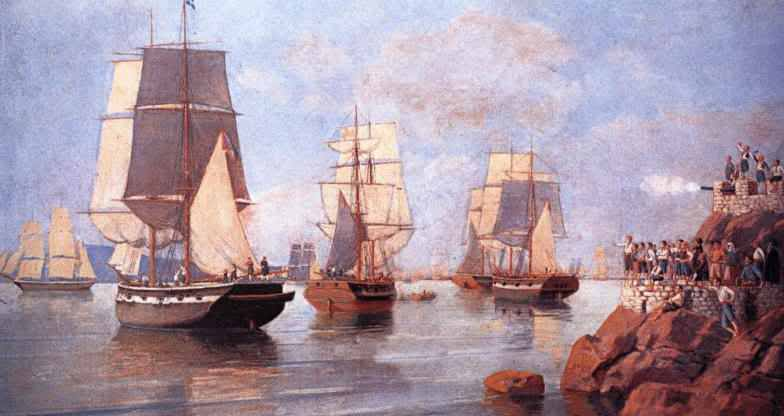
Возвращение адмирала Миаулиса на Идру, кисть Просалентис, Эмилиоса

Потрёпанная турецкая эскадра не стала искать безопасной якорной стоянки у Патр и прямым ходом направилась в нейтральный британский Закинф. Не зная о намерениях Миаулиса, Пепе-Али дал команду своим капитанам войти в порт невзирая на ночь. Однако в результате полного беспорядка, при входе порт, 2 корабля османской эскадры сели на мель, а британские и австрийские военные корабли были вынуждены выпустить несколько ядер против турецких кораблей, чтобы те не навалились на них:Β-101.
Согласно рапорту трёх греческих адмиралов и по информации полученной ими с Закинфа, 1 турецкий фрегат не подлежал ремонту и был выведен из строя, многие получили серьёзные повреждения. 130 турецких моряков были убиты. В то же время греческие адмиралы заявляли, что у них были только раненные («до 20 человек»):419.
23 февраля греческие корабли подошли к Закинфу и, увидев выходящую из порта турецкую эскадру, бросились в атаку. Им на перехват вышли 2 английских фрегата. Британский капитан заявил Миаулису, что Закинф является нейтральной территорией и что только при форс-мажорных обстоятельствах разрешается и турецким и греческим кораблям находиться в его водах. Миаулис дал команду своим кораблям отойти, но почти сразу же, Пепе-Али использовал тезис о форс-мажоре и его эскадра вновь вошла в порт Закинфа. Эта игра продолжилась несколько недель, пока выполняя другие задачи и вновь разрешая свои проблемы со снабжением греческие корабли не покинули воды Закинфа.
После чего и при содействии англичан, эскадра Пепе-Али разбилась на флотилии, из которых две основные совершили переходы в Константинополь и Александрию:422, в ожидании начала новой летней кампании Османского флота.

## Оценка историков
Анастасиос Орландос в своей работе изданной в 1869 году писал, что «по слухам» Измаил Гибралтар признал поражение османского флота в этом сражении:420. Большинство греческих историков характеризуют Патрасское морское сражение как большую греческую победу:101. Д. Фотиадис оспаривает этот тезис, считая что сражение закончилось без победителей, поскольку османский флот сумел укрыться на находившимся под британским контролем Закинфе:Δ-337 Фотиадис делает акцент на моральную победу. Он считает, что сражение подтвердило дерзость и морские навыки греческих моряков, которые проявили эти качества в незнакомом для них линейном бою:101
Примечательно, что адмирал К. Александрис, в своей работе изданной в 30-е годы XX века, пишет, что после получения новостей о сражении, на Идре и в остальной Греции «господствовала депрессия». Сражение лишь подтвердило известную и до того истину, что греческие корабли не могли достичь решительного результата против противника используя только свои недостаточные в числах, калибрах и дальности стрельбы орудия:Β-102.